# Regiunea Bolama
Reginea Bolama este una dintre cele 9 unități administrativ-teritoriale de gradul I ale statului Guineea-Bissau. Ea cuprinde insulele arhipelagului Bijagós și o fâșie litorală ce gravitează în jurul orașului São João.

## Districte
Regiunea este divizată într-un număr de 3 districte:
- Bolama - cuprinde insulele Bolama și Galinhas, o serie de insulițe adicaente lor și fâșia litorală

- Bubaque - cuprinde partea de sud a arhipelagului Bijagós- insulele  Bubaque, Orangozinho, Meneque, Orango, Soga, Rubane, Roxa și João Viera.

- Caravela - cuprinde  insulele Caravela, Carache, Uno, Unhacomo, Uracane, Enu, Formosa, Ponta și Maio, toate situate în sudul arhipelagului.